# عبدالله الریماوی
عبدالله الریماوی (عربی: عبدالله الريماوي؛ ۱۹۲۰ – ۵ مارس ۱۹۸۰) مبارز، مفکر و سیاستمدار فلسطینی است که در شهرک بیت ریما در رام‌الله به دنیا آمده‌است. او تحصیلات ابتدایی را در مدرسه رشیدیه و دبیرستانی را در دانشکده عربی در قدس گذراند و پس از کسب دیپلم، تحصیلاتش را در دانشگاه آمریکایی بیروت ادامه داد و به کسب دانشنامه در زمینه علوم نائل آمد. او در ادامه تحصیلاتش موفق به اخذ مدارک تحصیلی از دانشکده قدس و سپس از دانشگاه قاهره گردید. او بعد از فارغ‌التحصیل شدن از دانشگاه آمریکایی به عنوان استاد در مدرسه الصلاحیه نابلس به تدریس پرداخت. الریماوی بعد از اعلام تقسیم فلسطین در سال ۱۹۴۷، به عنوان مدیر توجیه ملی در هیئت عربی عالی فلسطین انتخاب شد.

## پیوستن به گروه جهاد مقدس
عبدالله الریماوی بعد از این که به گروه جهاد مقدس که توسط عبد القادر الحسینی تأسیس شده بود پیوست، در اواخر سال ۱۹۴۸ ریاست هیئت تحریریه روزنامه فلسطینی «القدس» را بر عهده گرفت.

## فعالیت‌های مطبوعاتی و سیاسی
الریماوی فعالیتش در حزب بعث عربی در اردن را با انتشار روزنامه البعث به همراه همکارش عبدالله نعواس آغاز کرد، ولی به‌دنبال چندین بار توقیف بخاطر انتشار مقالات سیاسی، سرانجام در سال ۱۹۵۱ اجازه انتشار آن لغو گردید و خودش نیز به‌مدت چند ماه زندانی شد. او سپس از زندان در فعالیت‌های انتخابات پارلمانی سال ۱۹۵۰ شرکت کرد و به عنوان نماینده از منطقه رام‌الله انتخاب گردید. او چندین دوره متوالی از همین منطقه به نمایندگی پارلمان انتخاب شد و به عنوان یک مقاومت‌کننده علیه طرح‌های استعماری و رهبری تظاهرات ملی معروف شد. او در سال ۱۹۵۶ به عنوان وزیر خارجه انتخاب شد؛ ولی در یک سال بعد یعنی در سال ۱۹۵۷ به عنوان پناهنده سیاسی به دمشق رفت و پس از ۴ سال به قاهره رفت و حدود ۹ سال در آنجا ماند. الیمی در سال ۱۹۷۰ به اردن بازگشت و به عنوان رئیس سندیکای وکلای عرب انتخاب گردید و با تشکیل اولین شورای مشورتی اردن به عنوان عضو این شورا انتخاب شد.

## تألیفات
از عبدالله الریماوی آثار فکری و ملی بسیار غنی به جای مانده‌است، از جمله این آثار عبارتند از: جنبش جدید عربی، ملی‌گرایی، منطقه جدید. او همچنین یک دانشنامه بیداری فکری (به زبان عربی) در بین سال‌های ۱۹۷۳ تا ۱۹۷۵ در بیروت تنظیم کرد که شامل تعدادی کتاب از جمله «نظریه انقلابی معاصر»، سوسیالیسم آزاد و… وی همچنین مجموعه‌ای از تحقیقات تحت عنوان «موضوعات برگ در قانون بین‌المللی معاصر» را به عربی ترجمه کرد.

## درگذشت
عبدالله الریماوی در روز پنجم مارس سال ۱۹۸۰ در حین یک سخنرانی که در آن موضع کارتر رئیس‌جمهور آمریکا در مورد مسئله فلسطین و حقوق مردم فلسطین را محکوم می‌کرد وفات یافت.